# ルイーゼ・フォン・ヴァルデック
ルイーゼ・フォン・ヴァルデック（Luise von Waldeck, 1751年1月29日 - 1817年5月28日）は、ナッサウ公フリードリヒ・アウグストの妃。

## 生涯
ルイーゼはヴァルデック＝ピルモント侯カール・アウグスト・フリードリヒとクリスティアーネ・ヘンリエッテ・フォン・ツヴァイブリュッケン＝ビルケンフェルトの娘として生まれた。兄姉のフリードリヒ（1743年 - 1812年）、クリスティアン（1744年 - 1798年）、ゲオルク（1747年 - 1813年）、カロリーネ（1748年 - 1782年）および弟ルートヴィヒ（1752年 - 1793年）と共に育った。
1775年6月9日にナッサウ＝ウージンゲン侯フリードリヒ・アウグストと結婚した。2人の間には以下の子女が生まれた。
- クリスティアーネ・ルイーゼ（1776年 - 1829年） - 1791年にバーデン大公カール・フリードリヒの次男フリードリヒと結婚
- カロリーネ・フリーデリケ（1777年 - 1821年） - 1792年にアンハルト＝ケーテン侯アウグスト・クリスティアンと結婚
- アウグスタ（1778年 - 1846年） - 1804年にヘッセン＝ホンブルク方伯ルートヴィヒと結婚（1805年離婚）、1807年にフリードリヒ・ヴィルヘルム・フォン・ビスマルク（英語版）と結婚
- フリードリヒ・ヴィルヘルム（1780年7月30日 - 8月18日）
- ルイーゼ・マリー（1782年 - 1812年）
- フリーデリケ・ヴィクトリア（1784年 - 1822年）
- フリードリヒ・カール（1787年6月17日 - 9月29日）

夫フリードリヒ・アウグストは1806年にナッサウ公となった。